# エルヴィン・ピスカトール
エルヴィン・ピスカトール（Erwin Piscator、1893年12月17日 - 1966年3月30日）はドイツの劇場監督。

## 主な作品
- Hoppla, wir leben! (1927)
- Vosstaniye rybakov (1934)
- Im Räderwerk (1956)
- In der Sache J. Robert Oppenheimer (1964)